# سیلوس (پرتغال)
شهر سیلوس (به پرتغالی: Silves) در شهرستان سیلوس، پرتغال در کشور پرتغال واقع شده‌است. جمعیت این شهر ۱۱٬۰۰۰ نفر است.